# Championnats du monde de natation handisport 2019
Les 9e Championnats du monde de natation handisport se déroulent du 9 au 15 septembre 2019 à Londres au Royaume-Uni. Ces championnats, appelés aussi World Para Swimming Championships, servent de qualificatifs pour les Jeux paralympiques d'été de 2020.

## Choix du lieu
En septembre 2017, il est annoncé que la ville-hôte serait Kuching en Malaisie,. Le choix est fait avec l'idée que tous les athlètes qualifiés pourraient concourir car le pays avait précédemment fourni « des garanties que tous les athlètes et pays admissibles seraient autorisés à participer à l'épreuve en toute sécurité »,. Cependant, en 2019, officiellement, en solidarité avec l'Autorité palestinienne, la Malaisie annonce qu'elle empêchera les athlètes israéliens de concourir,. Le ministre des Affaires étrangères malaisien, Saifuddin Abdullah, poursuit en affirmant que son pays, où l'islam est religion d'État, « n’organisera plus d’événements impliquant Israël ou ses représentants ». Le Comité paralympique malaisien annonce suivre le choix du gouvernement d'interdire les titulaires d'un passeport israélien d'entrer sur leur territoire et d'interdire aux athlètes israéliens de concourir - décision qu'Israël trouve alors « honteuse »,. 
Après une réunion, le Comité international paralympique (CIP) annonce devoir changer de lieu pour la compétition, par la voix de son président Andrew Parsons,.
Finalement Londres, qui s'était déjà proposé lors de la sélection initiale, est choisie comme ville hôte.

## Nations participantes
637 nageurs venant de 73 pays participent.
| - Afrique du Sud - Égypte - Kenya - Maurice - Namibie - Nigeria - Ouganda | - Azerbaïdjan - Birmanie - Chine - Corée du Sud - Géorgie - Hong Kong - Inde - Indonésie - Iran - Japon - Kazakhstan - Laos - Malaisie - Népal - Ouzbékistan - Philippines - Singapour - Taipei chinois - Thaïlande | - Allemagne - Autriche - Belgique - Biélorussie - Chypre - Croatie - Danemark - Espagne - Estonie - Finlande - France - Grèce - Hongrie - Irlande - Islande - Israël - Italie - Lettonie - Lituanie - Malte - Monténégro - Norvège - Pays-Bas - Pologne - Portugal - République tchèque - Royaume-Uni - Russie - Serbie - Slovaquie - Slovénie - Suède - Suisse - Turquie - Ukraine | - Argentine - Brésil - Canada - Chili - Colombie - États-Unis - Honduras - Mexique - Panama - Pérou - République dominicaine - Salvador | - Australie - Nouvelle-Zélande |

## Podiums

### Femmes
(juillet 2025).
| Classe                         | Or                                                                          | Argent                                                                   | Bronze                                                                    |
| Nage libre                     |                                                                             |                                                                          |                                                                           |
| 50 m S4                        | Arjola Trimi (ITA)                                                          | Rachael Watson (AUS)                                                     | Peng Qiuping (CHN)                                                        |
| 50 m S5                        | Tully Kearney (GBR)                                                         | Suzanne Hext (GBR)                                                       | Joana Maria Da Silva Nevez Euzebio (BRA)                                  |
| 50 m S6                        | Yelyzaveta Mereshko (UKR)                                                   | Viktoriia Savtsova (UKR)                                                 | Jiang Yuyan (CHN)                                                         |
| 50 m S7                        | Mallory Weggemann (USA)                                                     | McKenzie Coan (USA)                                                      | Denise Grahl (GER)                                                        |
| 50 m S8                        | Alice Tai (GBR)                                                             | Cecilia Jeronimo de Araujo (BRA)                                         | Claire Supiot (FRA)                                                       |
| 50 m S9                        | Sophie Pascoe (NZL)                                                         | Susana Veiga (POR)                                                       | Sarai Gascon (ESP)                                                        |
| 50 m S10                       | Aurélie Rivard (CAN)                                                        | Zara Mullooly (GBR)                                                      | Chantalle Zijderveld (NED)                                                |
| 50 m S11                       | Maryna Piddubna (UKR)                                                       | Liesette Bruinsma (NED)                                                  | Li Guizhi (CHN)                                                           |
| 50 m S12                       | Maria Carolina Gomes Santiago (BRA)                                         | Anna Krivshina (RUS)                                                     | Mariia Latritskaïa (RUS)                                                  |
| 50 m S13                       | Carlotta Gilli (ITA)                                                        | Daria Pikalova (RUS)                                                     | Anna Stetsenko (UKR)                                                      |
| 100 m S3                       | Zulfiya Gabidullina (KAZ)                                                   | Peng Qiuping (CHN)                                                       | Olga Sviderska (UKR)                                                      |
| 100 m S4                       | Arjola Trimi (ITA)                                                          | Peng Qiuping (CHN)                                                       | Rachael Watson (AUS)                                                      |
| 100 m S5                       | Zhang Li (CHN)                                                              | Teresa Perales (ESP)                                                     | Joana Maria Silva (BRA)                                                   |
| 100 m S6                       | Jiang Yuyan (CHN)                                                           | Yelyzaveta Mereshko (UKR)                                                | Maisie Summers-Newton (GBR)                                               |
| 100 m S7                       | McKenzie Coan (USA)                                                         | Cortney Jordan (USA)                                                     | Huang Yajing (CHN)                                                        |
| 100 m S8                       | Alice Tai (GBR)                                                             | Jessica Long (USA)                                                       | Claire Supiot (FRA)                                                       |
| 100 m S9                       | Sophie Pascoe (NZL)                                                         | Sarai Gascon (ESP)                                                       | Toni Shaw (GBR)                                                           |
| 100 m S10                      | Aurélie Rivard (CAN)                                                        | Sophie Pascoe (NZL)                                                      | Elodie Lorandi (FRA)                                                      |
| 100 m S11                      | Xie Qing (CHN)                                                              | Li Guizhi (CHN)                                                          | Liesette Bruinsma (NED)                                                   |
| 100 m S13                      | Anna Stetsenko (UKR)                                                        | Rebecca Meyers (USA)                                                     | Hannah Russell (GBR)                                                      |
| 200 m S5                       | Tully Kearney (GBR)                                                         | Arianna Talamona (ITA)                                                   | Monica Boggioni (ITA)                                                     |
| 200 m S14                      | Valeriia Chabalina (RUS)                                                    | Bethany Firth (GBR)                                                      | Marlou van der Kulk (NED)                                                 |
| 400 m S6                       | Jiang Yuyan (CHN)                                                           | Yelyzaveta Mereshko (UKR)                                                | Eleanor Simmonds (GBR)                                                    |
| 400 m S7                       | McKenzie Coan (USA)                                                         | Ahalya Lettenberger (USA)                                                | Nora Meister (SUI)                                                        |
| 400 m S8                       | Lakeisha Patterson (AUS)                                                    | Jessica Long (USA)                                                       | Stephanie Millward (GBR)                                                  |
| 400 m S9                       | Nuria Marques Soto (ESP)                                                    | Ellie Cole (AUS)                                                         | Xu Jialing (CHN)                                                          |
| 400 m S10                      | Aurélie Rivard (CAN)                                                        | Monique Murphy (AUS)                                                     | Elodie Lorandi (FRA)                                                      |
| 400 m S11                      | Liesette Bruinsma (NED)                                                     | Cecilia Camellini (ITA)                                                  | Xie Qing (CHN)                                                            |
| 400 m S13                      | Rebecca Meyers (USA)                                                        | Anna Stetsenko (UKR)                                                     | Carlotta Gilli (ITA)                                                      |
| Brasse                         |                                                                             |                                                                          |                                                                           |
| 50 m SB3                       | Cheng Jiao (CHN)                                                            | Mariia Lafina (UKR)                                                      | Patricia Valle (MEX)                                                      |
| 100 m SB4                      | Fanni Illés (HUN)                                                           | Giulia Ghiretti (ITA)                                                    | Cheng Jiao (CHN)                                                          |
| 100 m SB5                      | Yelyzaveta Mereshko (UKR)                                                   | Verena Schott (GER)                                                      | Evelin Szaraz (HUN)                                                       |
| 100 m SB6                      | Tiffany Thomas Kane (AUS)                                                   | Sophia Herzog (USA)                                                      | Charlotte Henshaw (GBR)                                                   |
| 100 m SB7                      | Elizabeth Marks (USA)                                                       | Jessica Long (USA)                                                       | Lisa den Braber (NED)                                                     |
| 100 m SB8                      | Katarina Roxon (CAN)                                                        | Claire Cashmore (GBR)                                                    | Ellen Keane (IRL)                                                         |
| 100 m SB9                      | Lisa Kruger (NED)                                                           | Harriet Lee (GBR)                                                        | Chantalle Zijderveld (NED)                                                |
| 100 m SB11                     | Zhang Xiaotong (CHN)                                                        | Liesette Bruinsma (NED)                                                  | Maja Reichard (SWE)                                                       |
| 100 m SB13                     | Fotimakhon Amilova (UZB)                                                    | Rebecca Redfern (GBR)                                                    | Colleen Young (en) (USA)                                                  |
| 100 m SB14                     | Louise Fiddes (GBR)                                                         | Michelle Alonso Morales (ESP)                                            | Debora Carneiro (BRA)                                                     |
| Dos                            |                                                                             |                                                                          |                                                                           |
| 50 m S2                        | Pin Xiu Yip (SIN)                                                           | Fen Yazhu (CHN)                                                          | Iryna Stoska (UKR)                                                        |
| 50 m S3                        | Peng Qiuping (CHN)                                                          | Meng Guofen (CHN)                                                        | Lisette Teunissen (NED)                                                   |
| 50 m S4                        | Cheng Jiao (CHN)                                                            | Deng Yue (CHN)                                                           | Maryna Verbova (UKR)                                                      |
| 50 m S5                        | Teresa Perales (ESP)                                                        | Běla Hlaváčková (TCH)                                                    | Sarah Louise Rung (NOR)                                                   |
| 100 m S2                       | Pin Xiu Yip (SIN)                                                           | Fen Yazhu (CHN)                                                          | Iryna Stoska (UKR)                                                        |
| 100 m S6                       | Song Lingling (CHN)                                                         | Lu Dong (CHN)                                                            | Oksana Khrul (UKR)                                                        |
| 100 m S7                       | Ke Liting (CHN)                                                             | Zhang Ying (CHN)                                                         | Rebecca Dubber (NZL)                                                      |
| 100 m S8                       | Alice Tai (GBR)                                                             | Tupou Neiufi (NZL)                                                       | Megan Richter (GBR)                                                       |
| 100 m S9                       | Sophie Pascoe (AUS)                                                         | Ellie Cole (NZL)                                                         | Elizabeth Smith (USA)                                                     |
| 100 m S10                      | Sophie Pascoe (NZL)                                                         | Bianka Pap (HUN)                                                         | Alice Tai (GBR)                                                           |
| 100 m S11                      | Mary Fisher (NZL)                                                           | Cai Liwen (CHN)                                                          | Maja Reichard (SWE)                                                       |
| 100 m S12                      | Anna Krivshina (RUS)                                                        | Maria Carolina Gomes Santiago (BRA)                                      | Maria Delgado Nadal (ESP)                                                 |
| 100 m S13                      | Anna Stetsenko (UKR)                                                        | Abby Kane (GBR)                                                          | Katja Dedekind (AUS)                                                      |
| 100 m S14                      | Bethany Firth (GBR)                                                         | Valeriia Chabalina (RUS)                                                 | Jessica-Jane Applegate (GBR)                                              |
| Papillon                       |                                                                             |                                                                          |                                                                           |
| 50 m S5                        | Xu Xihan (CHN)                                                              | Sarah Louise Rung (NOR)                                                  | Giulia Ghiretti (ITA)                                                     |
| 50 m S6                        | Eleanor Robinson (GBR)                                                      | Oksana Khrul (UKR)                                                       | Tiffany Thomas Kane (AUS)                                                 |
| 50 m S7                        | Mallory Weggemann (USA)                                                     | Julia Gaffney (USA)                                                      | Tess Routliffe (CAN)                                                      |
| 100 m S8                       | Kateryna Istomina (UKR)                                                     | Stephanie Slater (GBR)                                                   | Jessica Long (USA)                                                        |
| 100 m S9                       | Sophie Pascoe (NZL)                                                         | Toni Shaw (GBR)                                                          | Elizabeth Smith (USA)                                                     |
| 100 m S10                      | Sophie Pascoe (NZL)                                                         | Chen Yi (CHN)                                                            | Oliwia Jablonska (POL)                                                    |
| 100 m S13                      | Rebecca Meyers (USA)                                                        | Muslima Odilova (UZB)                                                    | Fotimakhon Amilova (UZB)                                                  |
| 4 nages                        |                                                                             |                                                                          |                                                                           |
| 150 m SM4                      | Leanne Smith (USA)                                                          | Maryna Verbova (UKR)                                                     | Arjola Trimi (ITA)                                                        |
| 200 m SM5                      | Sarah Louise Rung (NOR)                                                     | Teresa Perales (ESP)                                                     | Inbal Pezaro (ISR)                                                        |
| 200 m SM6                      | Maisie Summers-Newton (GBR)                                                 | Yelyzaveta Mereshko (UKR)                                                | Song Lingling (CHN)                                                       |
| 200 m SM7                      | Nikita Howarth (NZL)                                                        | Tess Routliffe (CAN)                                                     | Cortney Jordan (USA)                                                      |
| 200 m SM8                      | Jessica Long (USA)                                                          | Stephanie Millward (GBR)                                                 | Lakeisha Patterson (AUS)                                                  |
| 200 m SM9                      | Lin Ping (CHN)                                                              | Sarai Gascon (ESP)                                                       | Amy Marren (GBR)                                                          |
| 200 m SM10                     | Chantalle Zijderveld (NED)                                                  | Lisa Kruger (NED)                                                        | Bianca Pap (HUN)                                                          |
| 200m SM11                      | Liesette Bruinsma (NED)                                                     | Maja Reichard (SWE)                                                      | Xie Qing (CHN)                                                            |
| 200 m SM13                     | Rebecca Meyers (USA)                                                        | Fotimakhon Amilova (UZB)                                                 | Shokhsanamkhon Toshpulatova (UZB)                                         |
| 200 m SM14                     | Bethany Firth (GBR)                                                         | Jessica-Jane Applegate (GBR)                                             | Marlou van der Kulk (NED)                                                 |
| Relais                         |                                                                             |                                                                          |                                                                           |
| 4 x 100 m nage libre 34 points | Australie Ellie Cole Maddison Elliott Ashleigh McConnell Lakeisha Patterson | États-Unis Jessica Long McKenzie Coan Elizabeth Smith Michelle Konkoly   | Chine Lin Ping Song Lingling Chen Yi Xu Jialing                           |
| 4 x 100 m 4 nages 34 points    | Royaume-Uni Claire Cashmore Stephanie Millward Alice Tai Stephanie Slater   | Australie Ellie Cole Madeleine Scott Maddison Elliott Lakeisha Patterson | États-Unis Elizabeth Smith Hannah Aspden Michelle Konkoly Elizabeth Marks |

## Tableau des médailles
Ci dessous le classement final.
| Rang | Nation           | Or | Argent | Bronze | Total |
| ---- | ---------------- | -- | ------ | ------ | ----- |
| 1    | Italie           | 20 | 18     | 12     | 50    |
| 2    | Royaume-Uni      | 19 | 14     | 14     | 47    |
| 3    | Russie           | 18 | 15     | 21     | 54    |
| 4    | Ukraine          | 17 | 22     | 16     | 55    |
| 5    | États-Unis       | 14 | 16     | 5      | 35    |
| 6    | Chine            | 13 | 11     | 17     | 41    |
| 7    | Pays-Bas         | 8  | 8      | 5      | 21    |
| 8    | Biélorussie      | 7  | 1      | 2      | 10    |
| 9    | Colombie         | 6  | 1      | 3      | 10    |
| 10   | Nouvelle-Zélande | 6  | 1      | 0      | 7     |
| 11   | Brésil           | 5  | 6      | 6      | 17    |
| 12   | Mexique          | 5  | 1      | 1      | 7     |
| 13   | Japon            | 3  | 7      | 4      | 14    |
| 14   | Espagne          | 3  | 5      | 6      | 14    |
| 15   | Allemagne        | 3  | 2      | 1      | 6     |
| 16   | Grèce            | 3  | 1      | 1      | 5     |
| 17   | Australie        | 2  | 7      | 14     | 23    |
| 18   | Canada           | 2  | 7      | 5      | 14    |
| 19   | Singapour        | 2  | 0      | 0      | 2     |
| 20   | Ouzbékistan      | 1  | 4      | 3      | 8     |
| 21   | Israël           | 1  | 2      | 1      | 4     |
| 22   | Hongrie          | 1  | 1      | 2      | 4     |
| 23   | Pologne          | 1  | 1      | 1      | 3     |
| 24   | Croatie          | 1  | 0      | 0      | 1     |
| 25   | France           | 0  | 3      | 6      | 9     |
| 26   | Azerbaïdjan      | 0  | 1      | 3      | 4     |
| 27   | Chili            | 0  | 1      | 1      | 2     |
| 27   | Turquie          | 0  | 1      | 1      | 2     |
| 29   | Tchéquie         | 0  | 1      | 0      | 1     |
| 29   | Portugal         | 0  | 1      | 0      | 1     |
| 31   | Argentine        | 0  | 0      | 4      | 4     |
| 32   | Irlande          | 0  | 0      | 2      | 2     |
| 32   | Suisse           | 0  | 0      | 2      | 2     |
| 34   | Hong Kong        | 0  | 0      | 1      | 1     |
| 34   | Islande          | 0  | 0      | 1      | 1     |
| 34   | Malaisie         | 0  | 0      | 1      | 1     |
| 34   | Corée du Sud     | 0  | 0      | 1      | 1     |